# Bộ lọc cấm dải

Ký hiệu Bộ lọc cấm dải trong sơ đồ khối

Bộ lọc cấm dải là bộ lọc cắt bỏ các tần số trong một phạm vi nhất định và cho qua các tần số bên ngoài phạm vi đó.
Các bộ lọc đạt được độ rộng dải cấm hẹp được gọi là Bộ lọc cấm khe hẹp (notch filter), bộ lọc có Độ phẩm chất Q cao.
Bộ lọc cấm dải có đặc trưng trái ngược với Bộ lọc thông dải là bộ lọc trong đó các thành phần phổ trong dải tần chỉ định thì được cho qua.
Các tần số trong dải cắt xác định ở mức -3 dB, hay theo công thức:
{\displaystyle {\frac {U_{\mathrm {out} }}{U_{\mathrm {in} }}}=70{,}7\,\%}

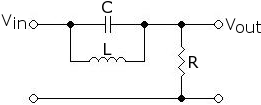
Lọc bằng mạch chặn cộng hưởng song song
Lọc bằng bằng mạch thoát cộng hưởng nối tiếp
Đáp ứng tần số bộ lọc
Đáp ứng của lọc cắt khe 50 Hz